# Mercedes-Benz OM 611/OM 612/OM 613
| Mercedes-Benz            | Mercedes-Benz                                                                                            |
| ------------------------ | --- |
|                          | |
| OM 611 / OM 612 / OM 613 | |
| Hersteller:              | Mercedes-Benz                                                                                            |
| Produktionszeitraum:     | 1997–2006                                                                                                |
| Bauform:                 | Reihenvierzylinder OM 611 Reihenfünfzylinder OM 612 Reihensechszylinder OM 613                           |
| Motoren:                 | 2,1 Liter (2148 cm³) 2,2 Liter (2151 cm³) 2,7 Liter (2685 cm³) 3,0 Liter (2950 cm³) 3,2 Liter (3222 cm³) |
| Vorgängermodell:         | OM 604 (4-Zylinder) OM 605 (5-Zylinder) OM 606 (6-Zylinder)                                              |
| Nachfolgemodell:         | OM 646 (4-Zylinder) OM 647 (5-Zylinder) OM 648 (6-Zylinder)                                              |

Der OM 611 von Mercedes-Benz ist ein Vierzylinder-Dieselmotor mit Common-Rail-Direkteinspritzung. Er wurde 1997 im Modell C 220 CDI vorgestellt. Fahrzeuge mit diesem Motortyp tragen überwiegend „200 CDI“ und „220 CDI“ in der Verkaufsbezeichnung.
Der Artikel behandelt auch die Motoren OM 612 und OM 613 mit fünf bzw. sechs Zylindern, ebenfalls Reihenmotoren, die mit dem OM 611 technisch eng verwandt sind. Fahrzeuge mit fünf Zylindern dieses Motortyps tragen überwiegend „270 CDI“ in der Verkaufsbezeichnung, mit Sechszylindermotor überwiegend „320 CDI“.
Verwendung fanden diese Motoren von 1997 bis 2005 überwiegend in der C-Klasse W 202, der E-Klasse W 210, als Sechszylinder auch in der S-Klasse W 220 und bei Transportern (Sprinter).

## Technik

### Allgemein
Bei dem Mercedes-Benz OM 611 handelt es sich um einen Vierzylinder-Dieselmotor mit zwei obenliegenden Nockenwellen, welche über Hydrostößel die 16 Ventile betätigen. Erstmals wurde der OM 611 im September 1997 in der C-Klasse unter der Bezeichnung C 220 CDI verkauft. Der OM 611 hat im Vergleich zum Vorgängermodell OM 604 30 % Mehrleistung, 50 % mehr Drehmoment und 10 % weniger Verbrauch. Zur Abgasreinigung kommt ein Oxidationskatalysator (außer im Sprinter) zum Einsatz. Da der Wirkungsgrad bei der neuen Motorengeneration gesteigert wurde, ist bei niedrigen Außentemperaturen nicht genügend Wärme für eine ausreichende Innenraumbeheizung vorhanden. Dieser Problematik begegnete man bei der CDI-Baureihe II, indem ein elektrischer Zuheizer eingebaut wurde und in der CDI-Baureihe I mit einem dieselbetriebenen Zuheizer. Der Nockenwellenantrieb erfolgt durch eine Duplex-Rollenkette.

### Einspritzung
Besonderheit ist die erstmalige Verwendung einer Common-Rail-Direkteinspritzung der Firma Bosch in einem Mercedes-Benz-Motorenmodell. Die Kraftstoffverteilung zu den Einspritzdüsen erfolgt über eine gemeinsame Leitung (Common Rail), in der der Kraftstoffdruck durch eine Hochdruckpumpe gleichmäßig hoch (bis zu 1350 bar) gehalten wird. Die magnetventilgesteuerten Einspritzdüsen spritzen ihn durch sechs Löcher in den Brennraum ein. Bei der Piloteinspritzung wird eine kleine Kraftstoffmenge vor der eigentlichen Verbrennung in den Zylinder eingebracht, wonach die Düse bis zur Haupteinspritzung wieder schließt. Dadurch ist die Kraftstoffmenge im Brennraum zum Zeitpunkt der Selbstentzündung (nach Zündverzug) gering, was für eine deutlich verbesserte Laufruhe sorgt. In der CDI-Baureihe II wurden technische Veränderungen an der Einspritzanlage vorgenommen. Bei der Hochdruckregelung entfällt nun das Abschaltventil an der Hochdruckpumpe (Abschaltung erfolgt nur noch über das Öffnen des Druckregelventils, die mechanische Kraftstoffvorförderpumpe bleibt weiterhin bestehen.).

### Aufladung
Der Motor wird über einen Turbolader mit VTG-Verstellung aufgeladen, welcher beim Nachfolger(OM 646) über einen elektronischen Stellmotor bzw. im Sprinter(ab 311 CDI) über eine zweistufige Aufladung realisiert wird. Da der Turbolader mit steigender Motordrehzahl durch die höhere Abgasmenge immer stärker angetrieben wird, fördert der Verdichter selbst immer mehr Luft. Dies führt wiederum wieder zu einem noch stärkeren Abgasstrom, der wiederum die Turbine noch mehr antreibt. Um Schäden durch mechanische oder thermische Überbeanspruchung zu vermeiden, muss die Aufladung begrenzt werden (Ladedruckregelung). Hierfür wurde bei der CDI-Baureihe I ein Unterdruck-gesteuerter VTG-Lader verwendet. Je nach Leistungsabruf über das Fahrpedal werden über verstellbare Leitschaufeln im Verdichtergehäuse des Laders mehr oder weniger Abgase auf die Abgasturbine geleitet, welches dadurch den Ladedruck reguliert. Ein weiteres Ansteigen der Turbinendrehzahl wird somit unterbunden. VNT steht für Variable Nozzle Turbocharger (dt. Variabler Turbinen-Geometrie-Lader) und bedeutet, dass auf der Abgasseite verstellbare Leitschaufeln angebracht sind. Die Steuerung erfolgt mittels Unterdruck. Diese Technik führt im unteren Drehzahlbereich zu einem schnelleren Aufbau des Ladedrucks. Das macht sich durch bessere Zylinderfüllung und somit höheres Drehmoment bemerkbar.
Um die heiße Ladeluft auf eine optimale Temperatur zu kühlen, wurde ein Ladeluftkühler verbaut.

### Ansaugtrakt
Im Ansaugtrakt des OM 611 kommt die EKAS (Einlasskanalabschaltung) zum Einsatz. Von den zwei Einlasskanälen je Zylinder kann bei niedrigen Drehzahlen ein Kanal (Tangentialkanal) abgeschaltet werden. Die angesaugte Luft strömt nun gänzlich durch den speziell geformten 2. Kanal (Drallkanal). Der entstehende Drall führt zu einer besseren Gemischbildung, wodurch eine bessere Verbrennung erreicht wird. Bei der CDI-Baureihe I ist die EKAS pneumatisch angesteuert, während die CDI-Baureihe II eine elektronisch angesteuerte und stufenlos arbeitende EKAS erhielt. Eine weitere Neuerung der CDI-Baureihe II stellt das pneumatisch geregelte Abgasrückführventil dar. Es reduziert den Luftüberschuss und senkt die Temperaturspitzen ab, indem der angesaugten Frischluft Abgase zugeführt werden. Dadurch werden die Stickoxid-Emissionen und Verbrennungsgeräusche reduziert. Zur Regelung der Abgasrückführung wird ein Heißfilm-Luftmassenmesser verbaut, der eine genaue Bestimmung der angesaugten Luftmasse ermöglicht.

## Fünfzylinder OM 612 und Sechszylinder OM 613
Parallel zum OM 611 wurden die Baureihen OM 612 (Fünfzylinder) und OM 613 (Sechszylinder) entwickelt, die mit dem vierzylindrigen Bruder OM 611 eine Motorenfamilie bilden. So verfügen diese Motoren über den gleichen Hubraum pro Zylinder und es sind Reihenmotoren. Deren Kolben, Pleuel, Einspritzdüsen, Ventile, Glühkerzen und weitere Bauteile sind Gleichteile, mit dementsprechenden Vorteilen bei Beschaffungskosten und Lagerhaltung. Alle Motoren der Baureihen OM 612 und OM 613 basieren auf der CDI-Baureihe II.
Eine Besonderheit stellt der OM 612 DE 30 LA dar. Dieser Motor basiert auf dem OM 612 DE 27 LA, jedoch wurde von AMG der Hub erhöht, um einen größeren Hubraum zu erzielen. Aufgrund der erhöhten Motorleistung und des erhöhten Drehmoments mussten zahlreiche Bauteile neu konstruiert und an die gesteigerte Belastung angepasst werden. So wurde der Kurbeltrieb verstärkt, die Zylinderkopfverschraubung optimiert, eine Ölpumpe mit größerem Fördervermögen eingesetzt und verstärkte Kolben mit Ölspritzkühlung der Kolbenböden verbaut. Das Glühsystem wurde neu konzipiert und stellt mit der höheren Glühtemperatur eine kürzere Vorglühzeit sicher. Das Leerlaufverhalten konnte durch eine verbesserte Steuerung des Nachglühverhaltens optimiert werden.
Um auch bei hohen Außentemperaturen eine maximale Leistungs- und Drehmomentausbeute zu gewährleisten, kam für die Ladeluftkühlung eine ungewöhnliche Konstruktion zum Einsatz: Der Ladeluftkühler ist direkt neben dem Motor angeordnet und mit einem Luft-Wasser-Wärmetauscher ausgerüstet. Die Wärme wird über einen separaten Niedertemperatur-Wasserkreislauf an zwei vom eigentlichen Motorkühler getrennte Kühler in der Front abgegeben.
Anders als bei den regulären OM 612-Motoren erfolgt die Verstellung der Leitschaufeln des VNT-Turboladers durch die Motorelektronik; der Verstellvorgang ist dadurch schneller als bei der pneumatischen Regelung. Das Abgasrückführventil wurde modifiziert und erhielt ebenso eine elektronische Regelung. Zusammen mit dem motornahen, dünnwandigen Stirnwandkatalysator sorgt es für eine verbesserte Abgasreinigung. Die Abgasanlage weist einen Rohrdurchmesser von 76 mm auf und trägt so zur Leistungssteigerung bei.

## Daten
| Verkaufsbezeichnung                                     | Motortyp*            | Baumuster    | Leistung bei (1/min)     | Drehmoment bei (1/min)                       | CDI-Generation | Bauzeit   |
| ------------------------------------------------------- | -------------------- | ------------ | ------------------------ | -------------------------------------------- | -------------- | --------- |
| 4-Zylinder                                              |                      |              |                          |                                              |                |           |
| Hubraum: 2148 cm³, Bohrung × Hub: 88 × 88,3 mm          |                      |              |                          |                                              |                |           |
| Sprinter 208 CDI, 308 CDI, 408 CDI (W 901–904)          | OM 611 DE 22 LA      | 611.987      | 60 kW (82 PS) bei 3800   | 200 Nm bei 1400–2600                         | CDI I          | 2000–2006 |
| Sprinter 211 CDI, 311 CDI, 411 CDI (W 901–904)          | OM 611 DE 22 LA      | 611.981      | 80 kW (109 PS) bei 3800  | 270 Nm bei 1400–2400                         | CDI II         | 2000–2006 |
| Sprinter 213 CDI, 313 CDI, 413 CDI (W 901–904)          | OM 611 DE 22 LA      | 611.981      | 95 kW (129 PS) bei 3800  | 300 Nm bei 1600–2400                         | CDI II         | 2000–2006 |
| C 200 CDI (W/S 202)                                     | OM 611 DE 22 LA red. | 611.960 red. | 75 kW (102 PS) bei 4200  | 235 Nm bei 1500–2600                         | CDI I          | 1999–2001 |
| C 220 CDI (W/S 202)                                     | OM 611 DE 22 LA      | 611.960      | 92 kW (125 PS) bei 4200  | 300 Nm bei 1800–2600                         | CDI I          | 1999–2001 |
| C 200 CDI (W/S 203)                                     | OM 611 DE 22 LA red. | 611.962 red. | 85 kW (115 PS) bei 4200  | 250 Nm bei 1400–2600                         | CDI II         | 2000–2003 |
| C 220 CDI (W/S/CL 203)                                  | OM 611 DE 22 LA      | 611.962      | 105 kW (143 PS) bei 4200 | 315 Nm bei 1800–2600                         | CDI II         | 2000–2003 |
| E 200 CDI (W/S 210)                                     | OM 611 DE 22 LA red. | 611.961 red. | 85 kW (115 PS) bei 4200  | 250 Nm bei 1400–2600                         | CDI II         | 1999–2003 |
| E 220 CDI (W/S/VF 210)                                  | OM 611 DE 22 LA      | 611.961      | 105 kW (143 PS) bei 4200 | 315 Nm bei 1800–2600                         | CDI II         | 1999–2003 |
| Hubraum: 2151 cm³, Bohrung × Hub: 88 × 88,4 mm          |                      |              |                          |                                              |                |           |
| Vito 108 CDI (W 638)                                    | OM 611 DE 22 LA red. | 611.980 red. | 60 kW (82 PS) bei 3800   | 200 Nm bei 1400–2600                         | CDI I          | 1999–2003 |
| Vito 110 CDI, V 200 CDI (W 638)                         | OM 611 DE 22 LA red. | 611.980 red. | 75 kW (102 PS) bei 3800  | 250 Nm bei 1600–2400                         | CDI I          | 1999–2003 |
| Vito 112 CDI, V 220 CDI (W 638)                         | OM 611 DE 22 LA      | 611.980      | 90 kW (122 PS) bei 3800  | 300 Nm bei 1800–2500                         | CDI I          | 1999–2003 |
| C 200 CDI (W/S 202)                                     | OM 611 DE 22 LA red. | 611.960 red. | 75 kW (102 PS) bei 4200  | 235 Nm bei 1500–2600                         | CDI I          | 1998–1999 |
| C 220 CDI (W/S 202)                                     | OM 611 DE 22 LA      | 611.960      | 92 kW (125 PS) bei 4200  | 300 Nm bei 1800–2600                         | CDI I          | 1997–1999 |
| E 200 CDI (W/S 210)                                     | OM 611 DE 22 LA red. | 611.961 red. | 75 kW (102 PS) bei 4200  | 235 Nm bei 1500–2600                         | CDI I          | 1998–1999 |
| E 220 CDI (W/S 210)                                     | OM 611 DE 22 LA      | 611.961      | 92 kW (125 PS) bei 4200  | 300 Nm bei 1800–2600                         | CDI I          | 1997–1999 |
| 5-Zylinder                                              |                      |              |                          |                                              |                |           |
| Hubraum: 2685 cm³, Bohrung × Hub: 88 × 88,3 mm          |                      |              |                          |                                              |                |           |
| Sprinter 216 CDI, 316 CDI, 416 CDI, 616 CDI (W 901–905) | OM 612 DE 27 LA      | 612.981      | 115 kW (156 PS) bei 3800 | 330 Nm bei 1400–2400                         | CDI II         | 2000–2006 |
| G 270 CDI (W 463)                                       | OM 612 DE 27 LA      | 612.965      | 115 kW (156 PS) bei 3800 | 400 Nm bei 1800–2400                         | CDI II         | 2002–2006 |
| ML 270 CDI (W 163)                                      | OM 612 DE 27 LA      | 612.963      | 120 kW (163 PS) bei 4200 | 370 Nm bei 1600–2800 (mit Schaltgetriebe)    | CDI II         | 1999–2005 |
| ML 270 CDI (W 163)                                      | OM 612 DE 27 LA      | 612.963      | 120 kW (163 PS) bei 4200 | 400 Nm bei 1800–2600 (mit Automatikgetriebe) | CDI II         | 1999–2005 |
| Jeep Grand Cherokee 2.7 CRD                             | OM 612 DE 27 LA      | 612.963      | 120 kW (163 PS) bei 4200 | 2002–2004                                    | CDI II         |           |
| C 270 CDI (W/S 203)                                     | OM 612 DE 27 LA      | 612.962      | 125 kW (170 PS) bei 4200 | 370 Nm bei 1600–2800 (mit Schaltgetriebe)    | CDI II         | 2000–2003 |
| C 270 CDI (W/S 203)                                     | OM 612 DE 27 LA      | 612.962      | 125 kW (170 PS) bei 4200 | 400 Nm bei 1800–2600 (mit Automatikgetriebe) | CDI II         | 2000–2003 |
| C 270 CDI (W/S 203)                                     | OM 612 DE 27 LA      | 612.962      | 125 kW (170 PS) bei 4200 | 400 Nm bei 1800–2800                         | CDI II         | 2003–2005 |
| CLK 270 CDI (C 209)                                     | OM 612 DE 27 LA      | 612.967      | 125 kW (170 PS) bei 4200 | 400 Nm bei 1800–2800 (mit Schaltgetriebe)    | CDI II         | 2002–2005 |
| CLK 270 CDI (C 209)                                     | OM 612 DE 27 LA      | 612.967      | 125 kW (170 PS) bei 4200 | 400 Nm bei 1800–2600 (Automatikgetriebe)     | CDI II         | 2002–2005 |
| E 270 CDI (W/S/VF 210)                                  | OM 612 DE 27 LA      | 612.961      | 125 kW (170 PS) bei 4200 | 370 Nm bei 1600–2800 (mit Schaltgetriebe)    | CDI II         | 1999–2003 |
| E 270 CDI (W/S/VF 210)                                  | OM 612 DE 27 LA      | 612.961      | 125 kW (170 PS) bei 4200 | 400 Nm bei 1800–2800 (mit Automatikgetriebe) | CDI II         | 1999–2003 |
| Hubraum: 2950 cm³, Bohrung × Hub: 88 × 97 mm            |                      |              |                          |                                              |                |           |
| C 30 CDI AMG (W/S/CL 203)                               | OM 612 DE 30 LA      | 612.990      | 170 kW (231 PS) bei 3800 | 540 Nm bei 2000                              | CDI II         | 2002–2004 |
| 6-Zylinder                                              |                      |              |                          |                                              |                |           |
| Hubraum: 3222 cm³, Bohrung × Hub: 88 × 88,3 mm          |                      |              |                          |                                              |                |           |
| E 320 CDI (W/S 210)                                     | OM 613 DE 32 LA      | 613.961      | 145 kW (197 PS) bei 4200 | 470 Nm bei 1800–2600                         | CDI II         | 1999–2003 |
| S 320 CDI (W/V 220)                                     | OM 613 DE 32 LA      | 613.960      | 145 kW (197 PS) bei 4200 | 470 Nm bei 1800–2600                         | CDI II         | 1999–2003 |

 * Die Motorbezeichnung ist wie folgt verschlüsselt:
OM = Ölmotor (Diesel), Baureihe = 3-stellig, DE = Direkteinspritzung, Hubraum = Deziliter (gerundet), L = Ladeluftkühlung, A = Abgasturbolader, red. = leistungsreduziert